# مصطفی بلیالوف
مصطفی بلیالوف (روسی: Мустафа Османович Белялов؛ زادهٔ ۶ آوریل ۱۹۵۷) بازیکن فوتبال اهل اتحاد جماهیر شوروی سوسیالیستی است.
از باشگاه‌هایی که در آن بازی کرده‌است می‌توان به باشگاه فوتبال پخته‌کار تاشکند، باشگاه فوتبال پراک، باشگاه فوتبال بخارا، باشگاه فوتبال نفتچی باکو، و باشگاه فوتبال زسکا پامیر اشاره کرد.
وی همچنین در تیم ملی فوتبال ازبکستان بازی کرده‌است.